# The Time of the Doctor
"The Time of the Doctor" (intitulado "A Hora do Doutor" no Brasil) é um episódio especial de Natal da série de ficção científica britânica Doctor Who, transmitido originalmente através da BBC One em 25 de dezembro de 2013. Foi escrito pelo showrunner Steven Moffat e dirigido por Jamie Payne, servindo como o nono especial natalino da série desde que o programa retornou em 2005.
Ele marca a última aparição regular de Matt Smith como o Décimo primeiro Doutor e a primeira de Peter Capaldi como o Décimo segundo Doutor após sua breve aparição em "The Day of the Doctor". O episódio também apresenta Jenna Coleman como sua acompanhante, Clara Oswald, além de vários inimigos dele, incluindo os Cybermen, Silêncio, Daleks e os Weeping Angels. O episódio aborda inúmeras tramas desenvolvidas ao longo do tempo que Smith interpretou o Doutor, incluindo a profecia do Silêncio e seu destino do no planeta Trenzalore, ao mesmo tempo em que lida com o limite de regenerações estabelecido no serial The Deadly Assassin de 1976.

## Enredo
Milhares de alienígenas orbitam o planeta Trenzalore, de onde uma mensagem, "Doutor quem?", está sendo continuamente transmitida através do tempo e do espaço. A Igreja da Nave Papal constrói um campo de força ao redor do local e  sua líder, Tasha Lem, dá a oportunidade para o Décimo primeiro Doutor e Clara de o explorarem para encontrar a fonte da mensagem.

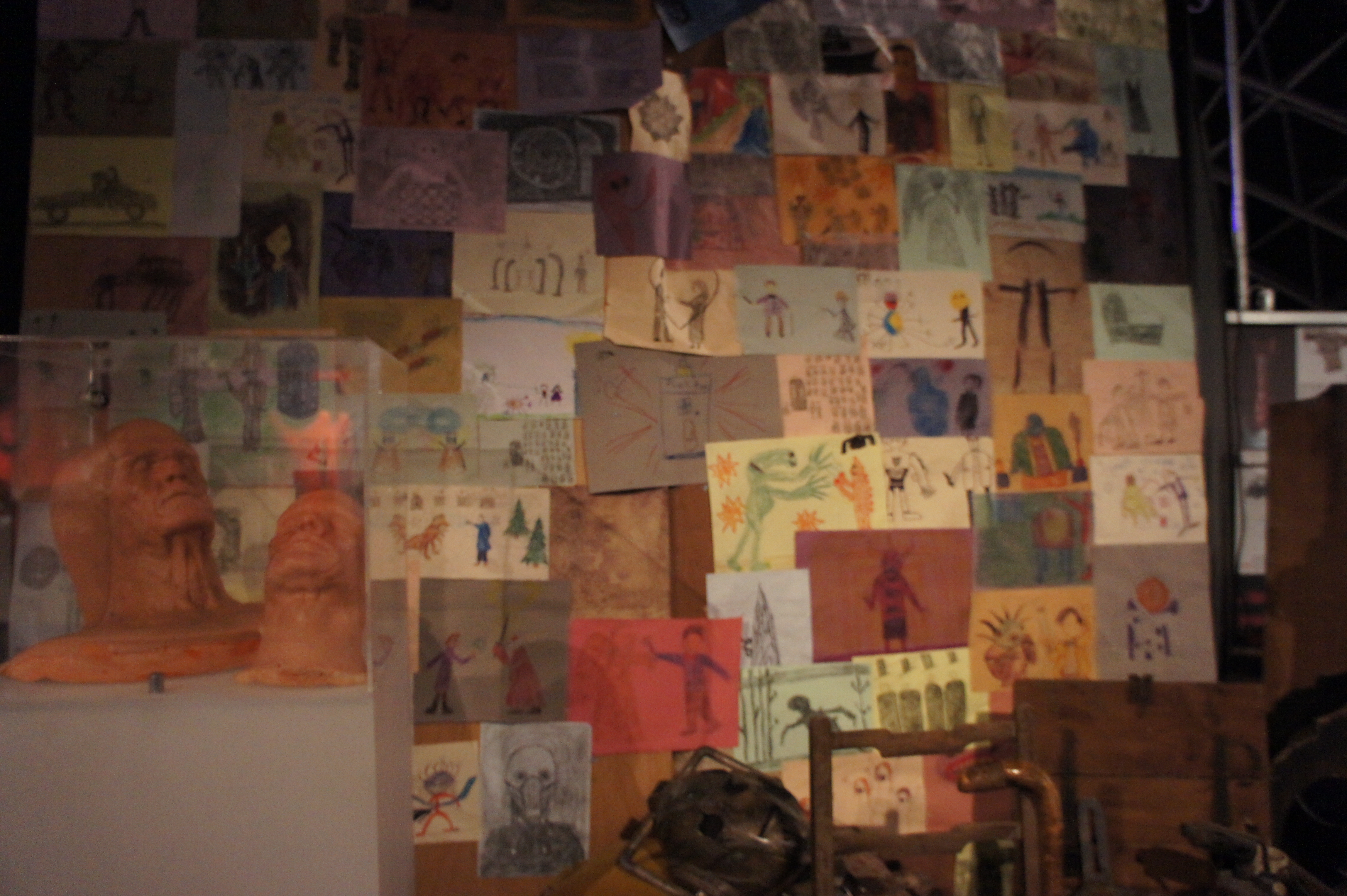
Os desenhos que cercam o Doutor mais velho, em exposição na Doctor Who Experience

Eles descobrem que a mensagem vem de um assentamento humano chamado Natal através de uma rachadura na realidade na torre do relógio e está sendo enviada pelo povo do Doutor: os Senhores do Tempo, que ele deduz estarem tentando escapar do universo de bolso em que estão e querem que o Doutor anuncie seu nome verdadeiro como um sinal de que é seguro emergir. Deste modo, um impasse acontece; os outros alienígenas não podem atacar sob o risco do Doutor deixar os Senhores do Tempo escaparem, enquanto o Doutor não pode arriscar abandonar Trenzalore, pois a maioria das forças em órbita o queimaria para impedir o retorno dos Senhores do Tempo.
O Doutor engana Clara para que retorne à Terra na TARDIS, mas ela se agarra na nave antes de retornar, chegando 300 anos depois. Ele a revela que seu corpo não tem mais regenerações e está preparado para morrer defendendo Trenzalore. Os dois descobrem que no intervalo de tempo, a Igreja da Nave Papal se renomeou como Igreja do Silêncio e que parte deles se rompeu para tentar interferir na vida do Doutor, o que os inclui involuntariamente criar a rachadura na torre. Depois de resgatar Tasha Lem dos Daleks, o Doutor engana Clara novamente para que ela volte à Terra. À medida que mais séculos passam, os Daleks continuam sendo os únicos a atacarem o Doutor e as forças decrescentes do Silêncio. Tasha finalmente traz Clara de volta a Trenzalore enquanto o cerco finalmente chega ao fim. O Doutor está morrendo de velhice e não consegue impedir o ataque dos Daleks. Depois de se despedir de Clara, ele vai até o topo da torre para enfrentar seus inimigos.
Clara fala com os Senhores do Tempo através da fenda, implorando para que ajudem o Doutor. A rachadura então se fecha e reaparece no céu noturno, enquanto energia de regeneração flui dela para o Doutor, concedendo a ele um novo ciclo de regeneração. O Doutor começa a se regenerar e usa o excesso da energia para destruir os Daleks, enquanto a fenda se fecha, encerrando o impasse. Logo depois, o Doutor coloca a TARDIS em movimento e termina a regeneração. O Décimo segundo Doutor descobre que a nave está caindo e pergunta a Clara se ela sabe como pilotá-la enquanto ela observa confusa.

## Produção
O ator Matt Smith disse que as filmagens do episódio começariam quando ele terminasse de trabalhar no filme Lost River. Mais tarde, ele revelou que as filmagens começariam em setembro. O episódio foi dirigido por Jamie Payne, que anteriormente dirigiu o episódio "Hide". A leitura do roteiro do especial ocorreu em 4 de setembro de 2013.
Em agosto de 2013, o roteirista e showrunner Steven Moffat declarou em uma entrevista que o episódio de Natal uniria as pontas soltas da história restantes da era do Décimo primeiro Doutor, alguns dos quais foram introduzidos já em "The Eleventh Hour". A produção estava programada para começar em 8 de setembro. Devido ao seu trabalho em Lost River, que exigiu que ele tivesse um corte de cabelo curto, Matt Smith teve que usar uma peruca para imitar o penteado característico do Doutor. Em agosto de 2013, foi revelado que os Cybermen apareceriam no episódio de Natal, quando uma das dublês regulares do programa, Darrelle "Daz" Parker, tuitou que interpretaria um Cyberman.